# Alpha-Toxine staphylococcique

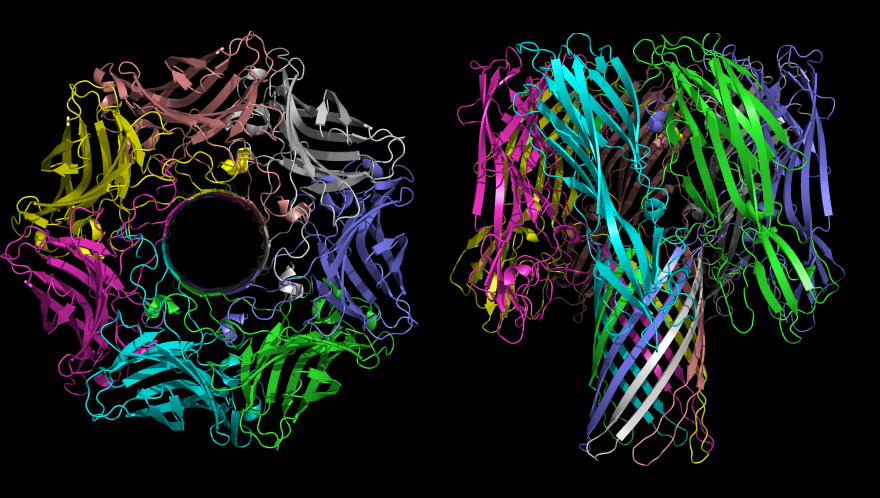
α-Toxine du staphylocoque doré.

L’α-toxine staphylococcique, ou α-hémolysine, est une toxine produite par le staphylocoque doré, dont elle est un facteur de virulence. Cette protéine cytotoxique est la première toxine porogène (en) à tonneau β identifiée. Il s'agit d'un homoheptamère, constitué de sept monomères identiques de 293 résidus d'acides aminés chacun organisés à 68 % en feuillets β et à 10 % seulement en hélices α. Cet homoheptamère forme un pore dans la membrane plasmique délimité par un tonneau β complet. Ces pores abolissent le rôle protecteur de la membrane plasmique, portant atteinte à l'intégrité de la cellule, ce qui conduit à la mort de cette dernière. L'α-toxine est codée par le gène hla du chromosome du staphylocoque doré.

## Structure et mode d'action
La structure de l'α-toxine staphylococcique a été résolue par cristallographie aux rayons X. Sept monomères possédant une longue épingle à cheveux β s'associent pour former un tonneau β à 14 brins qui délimitent un pore de 1,4 nm (environ quatre fois le diamètre d'un cation de calcium Ca2+) dans sa plus petite largeur à travers la membrane plasmique.
On a pu montrer que l'α-toxine joue un rôle dans la pathogenèse dans la mesure où l'inactivation du gène hla réduit la virulence et la capacité invasive du staphylocoque doré. On observe deux modes d'action différents selon le dosage de la toxine. À faible concentration, l'α-toxine se lie à des récepteurs membranaires non identifiés et forme des pores heptamériques qui favorisent l'échange d'ions monovalents et conduisent à la fragmentation de l'ADN et à l'apoptose. À concentration plus élevée, l'α-toxine est absorbée dans la bicouche lipidique et forme de grands pores laissant les cations de calcium Ca2+ pénétrer en masse dans la cellule, ce qui déclenche sa nécrose et diverses réactions secondaires délétères.
On a également montré que l'α-toxine intervient en induisant l'apoptose de certains leucocytes humains. L'incubation de lymphocytes T, de monocytes et de lymphocytes du sang périphérique (en) avec de l'α-toxine purifiée ou des lysats de cellules de staphylocoque doré déclenche l'apoptose par la voie intrinsèque, effet qui disparaît avec l'adjonction de deux anticorps anti-α-toxine. La même étude a montré que l'α-toxine active la caspase 8 et la caspase 9, lesquelles activent à leur tour la caspase 3, déclenchant une dégradation massive de l'ADN et l'apoptose. 

## Développement de vaccins
L'α-toxine est un facteur de virulence essentiel de la pneumonie à staphylocoque doré. Le degré de virulence d'une souche de staphylocoque doré dépend directement du niveau d'expression d'α-toxine par cette souche. On a pu protéger des souris contre la pneumonie à staphylocoque doré en les immunisant avec une forme mutée d'α-toxine rendue incapable de former des pores dans les membranes plasmiques. Il est également possible de protéger un animal non immunisé en lui administrant des anticorps anti-α-toxine. Des cellules épithéliales humaines de poumon cultivées avec des anticorps anti-α-toxine présentent ainsi une nette réduction des effets d'une infection à staphylocoque doré que des cellules de contrôle cultivées sans ces anticorps. Ces recherches peuvent offrir des perspectives intéressantes pour se protéger de souches bactériennes qui tendent de plus en plus à devenir résistantes aux antibiotiques.